# Selen (ゲームブランド)
Selen（セレン）とは東京都中央区月島1丁目17番12号に本店を置く、有限会社アクセル（法人番号=4010002053058）のかつて存在したアダルトゲームブランド。当時は調教系のゲームが多かったが、真・燐月以降現在では純愛系のゲームを主に制作していた。また初期2作品を除いて全作品、主題歌にI'veを起用していた。2017年12月21日に活動終了告知が出され、公式webサイト閉鎖済。
「ESCAPE SOFTWARE」という二次創作の同人ゲームサークルのスタッフが設立。当初は『HighSchool Terra Story』等を出していたウランの関連ブランドであったが、ウランの経営が悪化したことから独立ブランドとなった。ブランド名の「セレン」はウランの関連ブランドが元素名で統一されていたことの名残である。2009年10月には姉妹ブランドの『sprite』が発足した。

## 発売ゲーム一覧

### Selen
- 1999年7月23日 - DEEP
- 1999年12月17日 - 連鎖 〜裏切りの鎖〜
- 2000年9月29日 - DEEP/ZERO
- 2001年1月19日 - 犠妹 〜背徳の契り〜
- 2001年6月15日 - 犠母妹 〜背徳の狂宴〜
- 2001年9月28日 - Deep Fantasy
- 2002年6月28日 - Deep Fantasyミニファンディスク
- 2002年11月15日 - 兄嫁
- 2004年2月20日 - OL姉妹
- 2004年8月6日 - 燐月-リンゲツ-
- 2005年1月28日 - 燐月 MINI FANDISC
- 2005年5月27日 - 犠母妹～背徳の狂宴～with 犠母妹ミニファンディスク
- 2005年7月29日 - ふたりの兄嫁
- 2006年3月24日 - 妻みっくす
- 2006年9月1日 - 連鎖病棟
- 2007年4月27日 - 借金姉妹
- 2007年10月26日 - 真・燐月
- 2008年6月27日 - 借金姉妹2
- 2009年4月24日 - はらみこ
- 2010年2月26日 - 借金姉妹2AfterStory

### SelenADVANCE
- 2002年4月12日 - DEEP2
- 2002年6月28日 - DEEP2ミニファンディスク
- 2003年2月14日 - 犠母姉妹
- 2003年5月16日 - 犠母姉妹DVD特別版
- 2003年5月16日 - 犠母姉妹SLG
- 2003年8月8日 - 真・兄嫁
- 2003年11月14日 - 犠母姉妹/真・兄嫁ミニファンディスク

## 主なスタッフ

### 営業
- サカモト

### 企画
- 旭橋わたる

### 原画
- 奥間まさみ
- 鈴森ほたる
- カワギシケイタロウ

### シナリオ
- 矢獲
- ジョージカシハラ(橿原ジョージ)
- 緒莉

### 広報
- みかげ

## 註
1. ↑  “法人.info”.   法人.info. 2018年5月22日閲覧。
2. ↑  「ダウンロード販売以外の活動を終了しました」『Selen』、Selen、Selen セレンオフィシャルウェブサイト頁、2017年12月21日。オリジナルの2017年12月21日時点におけるアーカイブ。2018年5月28日閲覧。
3. ↑  みかげ (2009年11月6日). “広報のみかげです♪”. SPRITE OFFICIAL BLOG.   SPRITE. pp. sprite Official Site. 2009年12月5日閲覧。